# فرگشت هم‌گرا

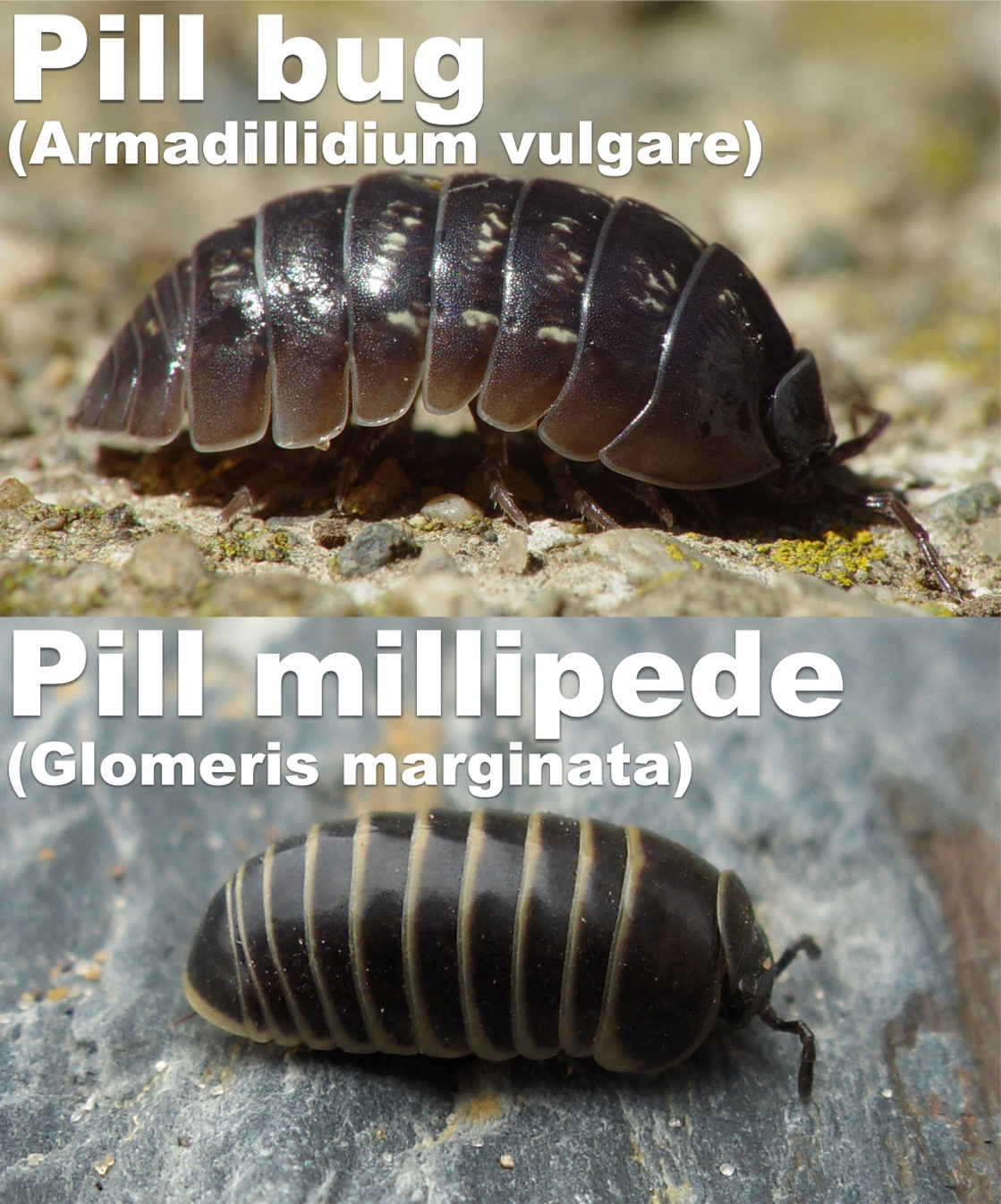
مقایسه آرمیدیلیدیم و گلومریس

فرگشت هم‌گرا یا تکامل هم‌گرا (به انگلیسی: convergent evolution)، فرایندی است که به موجب آن موجودات زنده ای که ارتباط نزدیکی ندارند، مستقل از هم، صفات مشابهی پیدا می‌کنند. به بیان مفصل‌تر هنگامی که فشارهای فرگشتی یکسان بر دو گونهٔ زیستی متفاوت اعمال شود تا خصیصه‌های یکسانی برای پاسخ به این فشارها پیدا آید؛ مثلاً در گونهٔ نخست خصیصهٔ الف مبدل به خصیصهٔ ج شود. و در گونهٔ دوم خصیصهٔ ب مبدل به خصیصهٔ ج شود.
برای مثال می‌شود به دو گونه خدنگ و راسوسانان اشاره کرد:
خدنگ‌ها شباهت شگفت‌انگیزی با راسوسانان دارند. هر دو گروه صورت و بدن دراز، گوش‌های گرد و کوچک، پاهای کوتاه، دم مخروطی و بلند دارند. ساختمان دندان آن‌ها هم مشابه است و بیشتر گونه‌های خدنگ مثل راسوسانان از غده‌های ترشح مقعدی برای نشانه‌گذاری قلمرو و علامت‌دهی جنسی برخوردارند. البته هیچگونه خویشاوندی نزدیکی بین این دو گروه وجود ندارد (راسوها از فروراستهٔ سگ‌سانان هستند) و تکامل همگرا موجب شباهت آن‌ها شده‌است.